# Johann Gabriel Räntz
Johann Gabriel Räntz (getauft am 26. April 1697 in Bayreuth; † 23. Februar 1776 ebenda) war ein Hofbildhauer in Bayreuth aus der Künstlerfamilie Räntz.

## Leben
Johann Gabriel Räntz war ein Sohn des Bildhauers Elias Räntz. Er wurde von seinem Vater ausgebildet und erhielt 1726 ein Successionsdekret auf dessen Stelle, in die er am 22. Oktober 1732 einrückte. Unter Markgraf Friedrich leitete er die führende Werkstatt, in der zahlreiche Skulpturen entstanden. Seine Söhne Johann David, Johann Lorenz Wilhelm und Christian wurden ebenfalls Bildhauer, der Sohn Emanuel Matthäus (1747–1801) Maler und Zeichenmeister.

## Werke (Auswahl)

### Werke in Stein
- 1742: Grabmal Markgraf Albrecht Wolfgangs im Zisterzienserinnen Kloster Himmelkron
- 1750: Fassadenschmuck der Spitalkirche in Bayreuth
- 1750–1752: Neptun- und Herkulesbrunnen auf dem Markt in Bayreuth; Gartenplastiken für die Eremitage nach Joseph Saint-Pierres Entwurf, zusammen mit J. G. Schneck
- 1755: Brunnen im Schlosshof Thurnau
- 1767: Zierplastiken am Turm und an den Portalen der Pfarrkirche Bindlach

### Werke in Holz
- 1735: Kanzelaltar der Pfarrkirche Lanzendorf (1754 mit Figuren bereichert)
- 1743/1758: Kanzelaltar und Taufengel der Pfarrkirche Sankt Johannis
- 1744: Kanzel der Neustädter Pfarrkirche und Universitätskirche[1]
- Um 1743: Kanzelaltar und Taufengel der Pfarrkirche Benk
- Um 1749: Figürliche Ausstattung des Bayreuther Opernhauses (zugeschrieben)
- 1750: Kanzelaltar der Spitalkirche in Bayreuth
- 1756: Kanzelaltar und Johannes der Täufer der Pfarrkirche Langenau
- 1762: Kanzelaltar der Pfarrkirche Seibelsdorf
- 1772: Altaränderung der Pfarrkirche Wonsees